# Německá živnostenská strana
Německá živnostenská strana (německy Deutsche Gewerbepartei) byla politická strana na území prvorepublikového Československa, která reprezentovala část sudetoněmecké národnostní menšiny.

## Dějiny
Na rozdíl od jiných sudetoněmeckých politických formací nenavazovala na dřívější politické strany z dob Rakouska-Uherska. Byla založena na sjezdu v Teplicích v listopadu 1919, zpočátku jen pro Českou zemi. V srpnu 1920 se do strany zapojily i německé živnostenské skupiny z Moravy a Slezska. Vzhledem k nízkému demografickému potenciálu strana nikdy nekandidovala v celostátních volbách samostatně ale vždy v rámci aliance s jinou německou menšinovou formací. V parlamentních volbách v roce 1920 kandidovala v rámci koalice Deutsche Wahlgemeinschaft (Německá volební pospolitost), v parlamentních volbách v roce 1925 společně s Německým svazem zemědělců a v parlamentních volbách v roce 1929 ji na svou kandidátní listinu přibrala Německá křesťansko sociální strana lidová. Počátkem 30. let začal její vliv klesat. Ztráty zaznamenala už během komunálních voleb roku 1931. V parlamentních volbách v roce 1935 část strany spolupracovala se Sudetoněmeckou stranou, do níž se formálně začlenila v březnu 1938.
Předsedou strany byl ve 20. letech Alois Stenzl. Dalším významným předákem byl Hans Tichl. Zemským předsedou pro Čechy byl dlouhou dobu Ernst Eckert z Mariánských Lázní.

## Volební výsledky

### Zemské volby

#### Zastupitelstvo Země České
| Volby | Hlasy  | Hlasy | Mandáty | Mandáty | Pozice |
| Volby | Počet  | %     | Počet   | ±       | Pozice |
| ----- | ------ | ----- | ------- | ------- | ------ |
| 1928  | 69 099 | 2,0   | 1/80    | ▲1      | ▲14.   |

#### Zastupitelstvo Země Moravskoslezské
| Volby | Hlasy  | Hlasy | Mandáty | Mandáty | Pozice |
| Volby | Počet  | %     | Počet   | ±       | Pozice |
| ----- | ------ | ----- | ------- | ------- | ------ |
| 1928  | 31 963 | 2,0   | 1/40    | ▲1      | ▲13.   |